# Psychophasma albidator
Psychophasma albidator là một loài bướm đêm thuộc phân họ Arctiinae, họ Erebidae.